# Taborzysko
Taborzysko – dawna kolonia na Białorusi, w obwodzie brzeskim, w rejonie prużańskim, w sielsowiecie Suchopol.
W latach 1921–1939 należała do gminy Suchopol.
Według Powszechnego Spisu Ludności z 1921 roku wieś zamieszkiwało 25 osób, jedna była wyznania rzymskokatolickiego a 24  prawosławnego. 24 osoby zadeklarowały białoruską przynależność narodową a jedna polską. We wsi było 4 budynki mieszkalne.